# بحران مالی
بحران مالی یا بحران اقتصادی به طیف گسترده‌ای از وضعیت‌هایی گفته می‌شود که بعضی از منابع مالی قسمت بزرگی از ارزش اسمی خود را از دست می‌دهند. در سده نوزدهم و اوایل سده بیستم، بسیاری از بحران‌های مالی مربوط به بحران‌های بانکداری می‌شدند و بسیاری از بحران‌های اقتصادی با این بحران‌ها همزمان بودند. دیگر وضعیت‌هایی که بحران مالی نامیده می‌شوند، شاملِ سقوط بازار سهام، ترکیدن حباب‌های اقتصادی و بحران واحد پولی هستند.